# Känguru der Mathematik
Känguru der Mathematik ist der größte Wettbewerb für Schüler in der Welt, an dem über 100 Länder teilnehmen. Der Mathematik-Wettbewerb für Schüler der 3. bis 13. Jahrgangsstufe wird seit 1995 international ausgerichtet und findet jeweils jährlich am dritten Donnerstag im März statt. Im Vordergrund steht dabei nach Angaben der Veranstalter die Fähigkeit, logisch zu kombinieren, „plumpes Auswendiglernen“ von Formeln sei nicht hilfreich. Im Jahr 2024 nahmen in Deutschland ca. 847.000 Schüler teil.

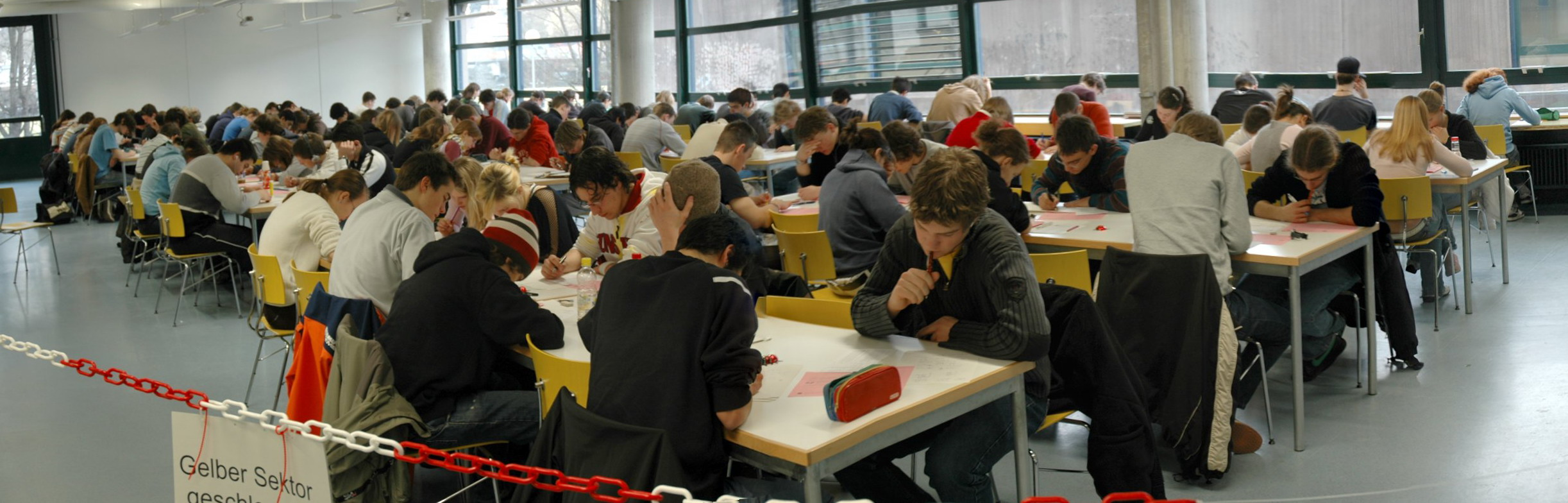
Schüler während des Kängurus 2006

## Geschichte

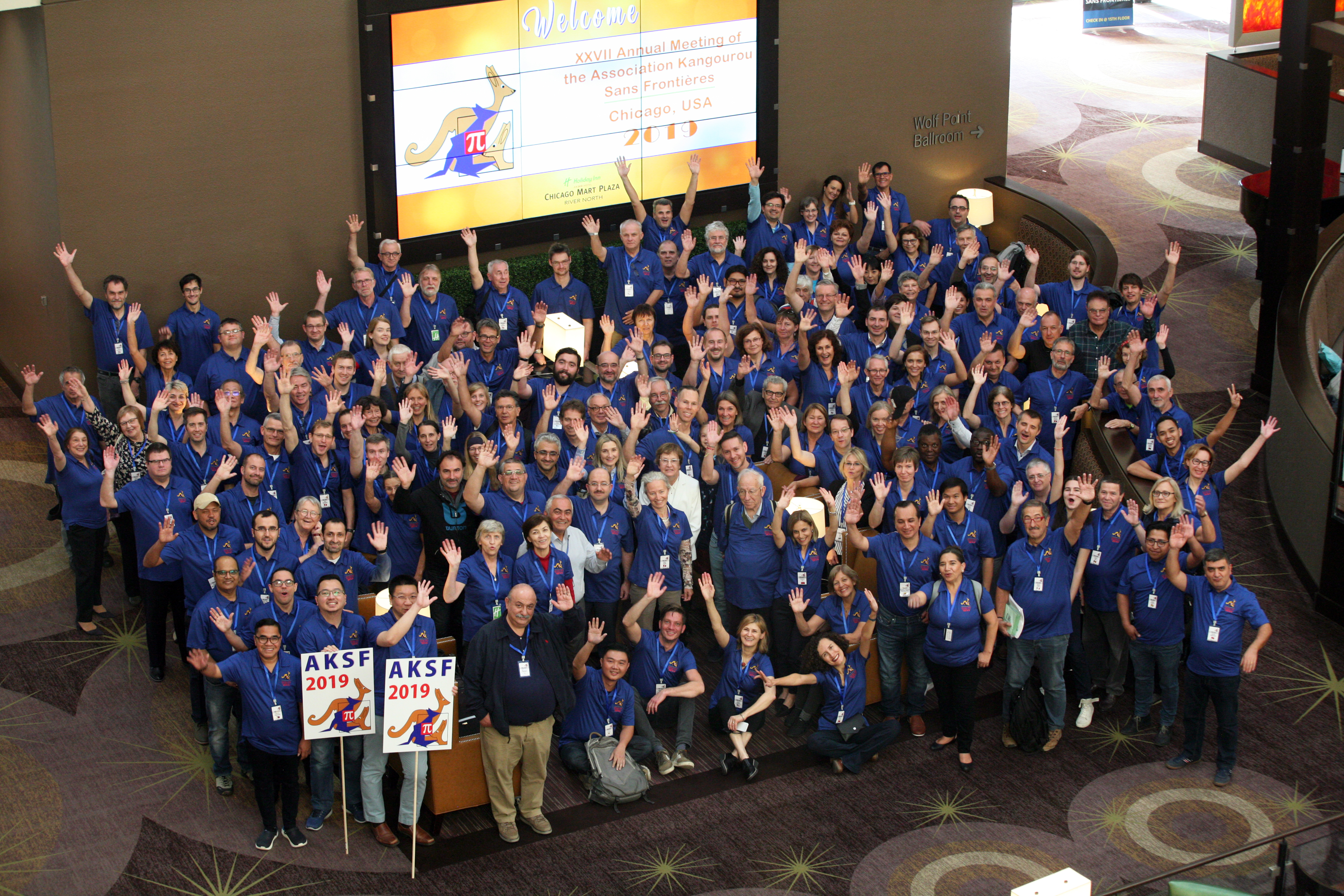
Die Mitglieder der association Kangourou Sans Frontières bei Ihrem Jahrestreffen in Chicago im Jahr 2019

Weltweite Anzahl der Teilnehmer am Känguru der Mathematik 1995 bis 2020

Die Idee für den Multiple-Choice-Mathematik-Wettbewerb stammt von Peter O’Holloran, einem Mathematiklehrer aus Sydney. 1978 startete der Test in Australien gleich mit 120.000 Schülern, die Auswertung erfolgte computergestützt. Nach wenigen Jahren nahmen auch viele Länder aus der Südpazifikregion teil.
Anfang der 90er Jahre stießen die französischen Mathematiklehrer André Deledicq und Jean Pierre Boudine auf den Test und beschlossen, auch in Frankreich einen solchen Wettbewerb zu veranstalten. Den australischen Erfindern zu Ehren wurde der Test Kangourou de Mathématique getauft. Da die Zahl der teilnehmenden Länder stetig wuchs, wurde im Sommer 1994 der internationale Verein Kangourou sans frontières  (Känguru ohne Grenzen) von Delegierten aus zehn Ländern mit Sitz in Paris gegründet. Er befasst sich seitdem mit der internationalen Koordinierung und vor allem der Vorbereitung der Aufgaben.
1995 wurde der Wettbewerb in Frankreich, den Niederlanden, Polen, Deutschland, Belarus, Tschechien, Ungarn, Moldawien, Nord-Mazedonien, Rumänien, Russland und Spanien ausgetragen. 1996 folgten das Vereinigte Königreich von Großbritannien und Nordirland, 1997 Italien, Slowenien, die Slowakei und die Ukraine, 1999 Österreich, Schweden und Kroatien, 2002 Venezuela, 2003 die Schweiz, 2004 die Vereinigten Staaten von Amerika und Kasachstan, 2007 Kanada, 2009 Brasilien, 2015 Dänemark, 2017 Saudi-Arabien, 2019 China und Australien. Obwohl der Wettbewerb auf einen Mathematik-Wettbewerb in Australien zurückgeht, nimmt das Land erst seit 2019 am internationalen „Känguru der Mathematik“ teil.
In Deutschland wird der Wettbewerb von dem Verein Mathematikwettbewerb Känguru e. V. organisiert, der am Institut für Mathematik der Humboldt-Universität zu Berlin beheimatet ist.
Im Jahr 2020 konnte der Wettbewerb in Deutschland wegen der COVID-19-Pandemie nur eingeschränkt stattfinden. Er wurde durch schulinterne Festlegungen statt zentraler Vorgaben durchgeführt. Wegen ungleicher Wettbewerbsbedingungen wurden keine 1., 2. oder 3. Preise vergeben.

## Durchführung

Früherer „Antwortzettel“: Hier wurden Schulnummer, Name und Klasse sowie die Antworten des Schülers für die spätere maschinelle Auswertung vermerkt.

Der Wettbewerb wird einheitlich am 3. Donnerstag im März als 75-minütige Klausur durchgeführt. In Österreich wird er an einem beliebigen Donnerstag im März durchgeführt.
Die Aufgaben sind so konstruiert, dass eine Verwendung eines Taschenrechners weder nötig noch gestattet ist, um das problemlösende Denken zu fördern. Die Teilnehmer erhalten ab der 7. Jahrgangsstufe 30 Aufgaben, bei jüngeren Jahrgängen sind es nur 24 Aufgaben, wobei jede Aufgabe 3 bis 5 Punkte erzielt. Bei jeder Frage gibt es fünf Antwortmöglichkeiten. Wie bei Multiple-Choice-Test-Bewertungen üblich, erhält man die angegebene Anzahl an Punkten bei korrekter Beantwortung und bei falscher Antwort wird ein Viertel der möglichen Punkte abgezogen. Unbeantwortete Fragen verändern die Punktzahl nicht. Die maximale Punktezahl beträgt 120 bzw. 150.

Aufgabenzettel im Jahre 2019

In Deutschland wurden bis 2011 die Ergebniszettel von den Schulen eingeschickt und zentral in Berlin maschinell ausgewertet, In der Schweiz wird bis heute so verfahren.
In Österreich und Deutschland erfolgt die Abgabe der Ergebnisse und die Auswertung dagegen digital über das Internet. In Österreich erhält auf diesem Weg jede Schule sofort das schulinterne Ergebnis. Die Landes- und Bundessieger werden zwei bis drei Wochen später veröffentlicht. In Deutschland werden die Schulergebnisse nach etwa einer Woche mitgeteilt und die Preise nach ein bis zwei Monaten verliehen.

## Preise
In Deutschland erhält jeder Teilnehmer eine Urkunde mit Name, Klasse und erreichter Punktzahl sowie eine Aufgaben-und-Lösungen-Broschüre und einen sogenannten „Preis für alle“ (im Jahr 2012 etwa ein Kubra). Etwa 5 bis 6 % der Teilnehmer erhalten einen 1., 2. oder 3. Preis. Diese Schüler werden mit Logik-Spielen, Büchern oder sonstigen Preisen prämiert. Für den „weitesten Känguru-Sprung“ (d. h. die größte Anzahl aufeinanderfolgender richtig gelöster Aufgaben) bekommt jeweils der Schulsieger ein T-Shirt. Des Weiteren werden die erfolgreichsten Schüler der Klassen 9 und 10 in internationale Mathecamps eingeladen.
In Österreich gibt es neben schulinternen Preisen Siegerehrungen auf Landes- und Bundesebene. Bei diesen werden die fünf Besten jeder Schulstufe mit Sach- und Geldpreisen, Urkunden und Pokalen ausgezeichnet.

## Association Kangourou Sans Frontières
Die Vereinigung Kangourou sans Frontières ist ein in Frankreich gegründeter internationaler Verein, der von Mathematikliebhabern aus der ganzen Welt gebildet wird. Motiviert von der Wichtigkeit der Mathematik in der modernen Welt, hat er sich zur Aufgabe gesetzt, die Freude an der Mathematik, die Unterstützung mathematischer Bildung an Schulen und positive Wahrnehmung der Mathematik in der Gesellschaft zu fördern. Die Hauptaktivität von Kangourou sans Frontières ist die Durchführung des jährlichen Känguru-Wettbewerbs und dessen Koordination auf internationaler Ebene. Die Organisation des Wettbewerbs in den einzelnen Ländern obliegt den Mitgliedern von Kangourou sans Frontières.

### Jahrestreffen
| #       | Jahr | Land                   | Stadt                | Datum        | Mitglieder |
| 36      | 2028 | Zypern                 | Paphos oder Protaras | unbekannt    |            |
| 35      | 2027 | Kanada                 | Calgary              | 13.-17.10.   |            |
| 34      | 2026 | Saudi-Arabien          | Riad                 | 4.-8.10.     |            |
| 33      | 2025 | Türkei                 | Istanbul             | 15.-19.10.   |            |
| 32      | 2024 | Brasilien              | Santos               | 23.-27.10.   | 108        |
| 31      | 2023 | Nordmazedonien         | Ohrid                | 11.-15.10.   | 108        |
| 30      | 2022 | Italien                | Cervia               | 5.–9.10.     | 99         |
| 29      | 2021 | Belgien                | Antwerpen            | 3.–7.11.     | 93         |
| 28      | 2020 | Schweiz                | virtuell             | 14.–18.10.   | 78         |
| 27      | 2019 | Vereinigte Staaten     | Chicago              | 16.–20.10.   | 77         |
| 26      | 2018 | Litauen                | Vilnius              | 10.–14.10.   | 74         |
| 25      | 2017 | Schweiz                | Luzern               | 11.–15.10.   | 70         |
| 24      | 2016 | Ukraine                | Lemberg              | 26.–30.10.   | 65         |
| 23      | 2015 | Schweden               | Göteborg             | 14.–18.10.   | 63         |
| 22      | 2014 | Puerto Rico            | San Juan             | 12.–16.11.   | 61         |
| 21      | 2013 | Vereinigtes Königreich | Edinburgh            | 31.10.–2.11. | 60         |
| 20      | 2012 | Zypern                 | Protaras             | 31.10.–4.11. | 57         |
| 19      | 2011 | Slowenien              | Bled                 | 19.–23.10.   | 51         |
| 18      | 2010 | Georgien               | Tbilissi             | 13.–16.10.   | 50         |
| 17      | 2009 | Belarus                | Minsk                | 29.–31.10.   | 47         |
| 16      | 2008 | Deutschland            | Berlin               | 16.–19.10.   | 46         |
| 15      | 2007 | Österreich             | Graz                 | 18.–21.10.   | 43         |
| 14      | 2006 | Spanien                | Barcelona            | 11.–15.11.   | 41         |
| 13      | 2005 | Bulgarien              | Borovetz             | 2.–6.11.     | 36         |
| 12      | 2004 | Deutschland            | Berlin               | 13.–17.11.   | 34         |
| 11      | 2003 | Frankreich             | Paris                | 6.–9.11.     | 34         |
| 10      | 2002 | Italien                | Rimini               | 17.–20.11.   | 31         |
| 9       | 2001 | Rumänien               | Sinaia               | 8.–11.11.    | 31         |
| 8       | 2000 | Tschechien             | Tschelakowitz        | 19.–22.11.   | 26         |
| 7       | 1999 | Spanien                | Valladolid           | 22.–24.11.   | 25         |
| 6       | 1998 | Slowenien              | Ljubljana            | 6.–8.11.     | 23         |
| 5       | 1997 | Ungarn                 | Budapest             | 6.–9.11.     | 20         |
| 4       | 1996 | Polen                  | Thorn                | 14.–15.12.   | 18         |
| 3       | 1995 | Niederlande            | Eindhoven            | 9.–10.12.    | 13         |
| 2       | 1995 | Polen                  | Thorn                | 11.–12.11.   | 9          |
| 1       | 1995 | Frankreich             | Paris                | 14.–15.1.    | 10         |
|         | 1994 | Frankreich             | Straßburg            | 13.–15.6.    | 10         |
|         | 1993 | Frankreich             | Paris                | 13.–15.5.    | 0          |
| Quelle: |      |                        |                      |              |            |

Im Jahr 1994 trafen sich Mathematiker aus 10 Ländern in Straßburg und gründeten die association Kangourou Sans Frontières, die am 17. Januar 1995 in Paris registriert wurde. Von da wuchs der Verein und hat im Jahr 2019 Mitglieder in 75 Ländern. Das Wachstum wurde durch eine höhere Professionalisierung und Digitalisierung der Vereinigung erreicht. Präsidentin der Vereinigung ist Meike Akveld (ETH Zürich, Schweiz).